# Изабела Савойска
Изабела Савойска (на италиански: Isabella di Savoia; * 2 март 1591, Торино, Савойско херцогство; † 22 август 1626, Модена, Херцогство Модена и Реджо) e принцеса от Савойската династия, наследствена принцеса на Модена и Реджо, принцеса на Свещената Римска империя, суверенна принцеса на Капри, маркграфиня на Монтекио и господарка на Сасуоло.

## Произход
Тя е дъщеря на Карл Емануил I Савойски (* 1562, † 1630), херцог на Савоя, и на съпругата му Каталина-Микаела Австрийска (* 1591, † 1626), испанска инфанта. Нейни баба и дядо по бащина линия са херцогът на Савоя Емануил Филиберт Савойски и френската принцеса Маргарита дьо Валоа, а по майчина – испанският крал Филип II и френската принцеса Елизабет дьо Валоа. Има петима братя и четири сестри:
- Филип Емануил (* 1586, † 1605)
- Виктор Амадей I (* 1587, † 1637), херцог на Савоя, съпруг на принцеса Мария Кристина Бурбон-Френска
- Емануил Филиберт (* 1588, † 1624), вицекрал на Сицилия (1622 – 1624)
- Маргарита (* 1589, † 1655), херцогиня на Мантуа и Монферат като съпруга на Франческо IV Гонзага
- Маврикий (* 1593, † 1627), кардинал
- Мария Аполония (* 1594, † 1656), монахиня в Рим
- Франциска Катерина (* 1595, † 1640), монахиня в Биела
- Томас Франциск (* 1596, † 1656), принц на Кариняно, съпруг на Мария Бурбон-Соасон
- Йоанна (* 1597)

Има и единадесет природени братя и сестри от извънбрачни връзки на баща си.

## Биография
На 22 февруари 1608 г. Изабела се омъжва в Палацо Мадама в Торино за Алфонсо III д’Есте (* 1591, † 1644), херцог на Модена и Реджо (1628 – 1629), най-големият син на херцог Чезаре д’Есте и Вирджиния де Медичи, . Сватбата се празнува заедно със сестра ѝ Маргарита с херцога на Мантуа Франческо IV Гондзага.
Изабела не успява да стане херцогиня на Модена и Реджо: умира на 35-годишна възраст при раждането на последното си дете на 22 август 1626 г. Алфонсо става херцог след смъртта на баща си през 1628 г. и не иска да се жени повторно, решава да абдикира малко след това, за да стане монах капуцин с името “Йоан Кръстител Моденски“.

## Потомство
Изабела и Алфонсо III д’Есте имат четиринадесет деца, някои от които умират като малки:
- Чезаре д’Есте (* 1609, † 1613), принц на Модена и Реджо
- Франческо I д’Есте (* 1610, † 1658), херцог на Модена и Реджо, ∞ 1. 11 януари 1631 за Мария Катерина Фарнезе (* 18 февруари 1615, † 25 юли 1646), от която има девет деца. 2. 12 февруари 1648 за сестра ѝ Витория Фарнезе (* 29 април 1618, † 10 август 1649), от която има една дъщеря 3. 14 октомври 1654 за Лукреция Барберини (* 24 октомври 1628, † 24 август 1699), от която има един син
- Обицо д’Есте (* 1611, † 1644), епископ на Модена (1640), принц на Модена и Реджо
- Катерина д’Есте (* 1613, † 1628), монахиня, принцеса на Модена и Реджо
- Чезаре д’Есте (* 1614, † 1677), принц на Модена и Реджо
- Алесандро д’Есте (*/† 1615), принц на Модена и Реджо
- Карло Алесандро д’Есте (* 1616, † 1679), принц на Модена и Реджо
- Риналдо д’Есте (* 1618, † 1672), епископ на Реджо Емилия (1650 – 1660), Палестрина и Монпелие (1653 – 55), кардинал (1641), кардинал протодякон (1666 – 1668)
- Маргерита д’Есте (* 1619, † 1692), ∞ 25 юни 1647 за Феранте III Гондзага (* 1618, † 1678), херцог на Гуастала, от когото има две дъщери
- Беатриче д’Есте (*/† 1620), принцеса на Модена и Реджо
- Беатриче д’Есте (* 1622, † 1623), принцеса на Модена и Реджо
- Филиберто д’Есте (* 1623, † 1645), принц на Модена и Реджо
- Бонифачо д’Есте (*/† 1624), принц на Модена и Реджо
- Анна Беатриче д’Есте (* 1626, † 1690), чрез брак херцогиня на Мирандола, ∞ 29 април 1656 за Алесандро II Пико дела Мирандола (* 1631, † 1691), херцог на Мирандола, от когото има шест сина и три дъщери